# Giovani Musulmani
I Giovani Musulmani (Sazman-i Jawanan-i Musulman), furono un gruppo fondamentalista clandestino, fondato nel 1969.

## Storia
L'organizzazione è stata fondata nel 1969 a Kabul, in un momento particolarmente critico della storia dell'Afghanistan, con i sostenitori di Sayyid Qutb (esponente egiziano di spicco dei Fratelli Musulmani) che si affrontavano ferocemente con i loro avversari per ottenere la supremazia nella gestione dello Stato e della società afghana.
L'Università di Kabul era il centro di questo conflitto, con marxisti e fondamentalisti musulmani nelle facoltà che cercavano di guadagnarsi il consenso e l'appoggio degli studenti. Un professore della facoltà di Shari'a (che si occupava della Legge islamica), il futuro capo dei mujahidin Burhanuddin Rabbani, tradusse in dari la "Pietra miliare" di Sayyid Qutb, ossia i Maʿālim fī l-ṭarīq e adottò questo testo per i suoi studenti.